# Stoptreinmaterieel '90
Het Stoptreinmaterieel '90 (SM '90), met als officiële bijnaam Railhopper, was een serie elektrische treinstellen van de Nederlandse Spoorwegen, die gebouwd zijn in 1992-93 en in dienst zijn geweest van 1994 tot 2005.

## Achtergrond
De Railhopper werd oorspronkelijk ontwikkeld als opvolger van Mat '64. Al in 1983 werden de eerste plannen gemaakt over de vervanging van dit materieel, die vanaf begin jaren 90 zou moeten plaatsvinden. Er werd toen nog gerekend met een levensduur van 30 jaar voor rollend materieel. De NS dacht aan een grote serie van circa 250 twee- en driewagenstellen SM '90, voorzien van de nieuwste technieken. Het nieuwe materieel werd voorzien van draaistroommotoren, die minder bewegende delen hebben en een drie keer langere levensduur dan de tot dan toe gangbare gelijkstroommotoren. Het remmen vond elektrodynamisch plaats, waarbij de opgewekte energie naar de bovenleiding teruggevoerd werd of - indien dit niet mogelijk was - omgezet werd in warmte voor de interieurverwarming. In 1993 werd een protoserie van negen tweedelige treinstellen (2101-2109) afgeleverd door Talbot (later Bombardier) in Aken.

## Kenmerken
De treinstellen hadden een van de NS-standaard afwijkende maximumbreedte van 3,20 meter. Door een uitgekiend ontwerp van de bakvorm (met geknikte zijwanden) en door de zijdelingse veeruitslag beperkt te houden, werd het mogelijk de bak 30 centimeter breder te maken dan bij de meeste treinen en toch te voldoen aan het standaard omgrenzingsprofiel. Dankzij de brede bak was het mogelijk om 5 zitplaatsen in de breedte te creëren. De kunst in het interieur was ontworpen door Maria van Elk. Er werd een gestroomlijnde kopvorm ontworpen die vanwege de hoge kosten niet werd aangebracht. In plaats daarvan kwam er - tot openlijk ongenoegen van de ontwerpers - een strakke kop met een rechthoekige voorruit. Het later gebouwde DM '90 kreeg wel de gestroomlijnde kop. 
De stellen 2105-2109 hadden aanvankelijk een 2+3 opstelling (2 stoelen, gangpad, 3 stoelen) voor de tweede klasse. Dit viel bij de reizigers niet in de smaak en de treinstellen werden in 1996 verbouwd naar de gangbare 2+2 opstelling. Daarbij werden tevens de harde kunststof zittingen vervangen door gestoffeerde zittingen, zoals die ook bij het Dieselmaterieel '90 zijn gebruikt. De treinen boden aan 137 reizigers een zitplaats (24 eerste en 113 tweede klasse).
De Railhoppers waren tot dan toe de enige Nederlandse treinen met een ingebouwde rolstoellift. De treinstellen hadden vier asynchrone draaistroommotoren met een totaal vermogen van 1200 kW, wat een topsnelheid van 160 km/h mogelijk maakte. In 1998 werden de cabines van airconditioning voorzien. Vanwege de technische problemen die de hele levensduur bleven optreden, werden de Railhoppers alleen ingezet op de spoorlijn Zwolle – Emmen, zodat ze dicht bij de lijnwerkplaats Zwolle bleven.
Hoewel de Railhopper in aantal beperkt bleef tot een kleine protoserie, was het type toch niet geheel onsuccesvol. De Railhopper vormde de basis voor het Dieselmaterieel '90 (Buffel), dat vanaf 1995 werd gebouwd.  Dit materieel kreeg alsnog de gestroomlijnde designkop die aan de Railhoppers was ontzegd. Het elektronische systeem van de Railhopper werd – in gewijzigde vorm – gebruikt in het dubbeldeks interregiomaterieel (IRM).

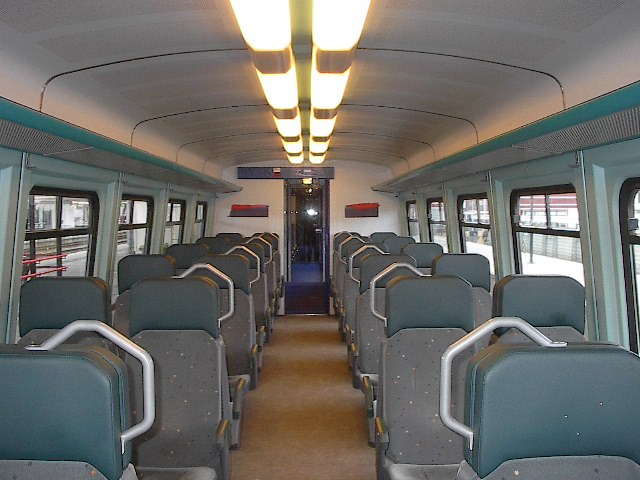
Interieur
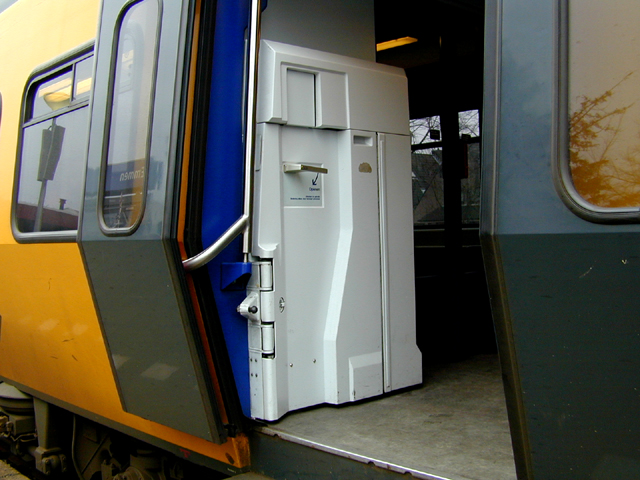
Rolstoellift
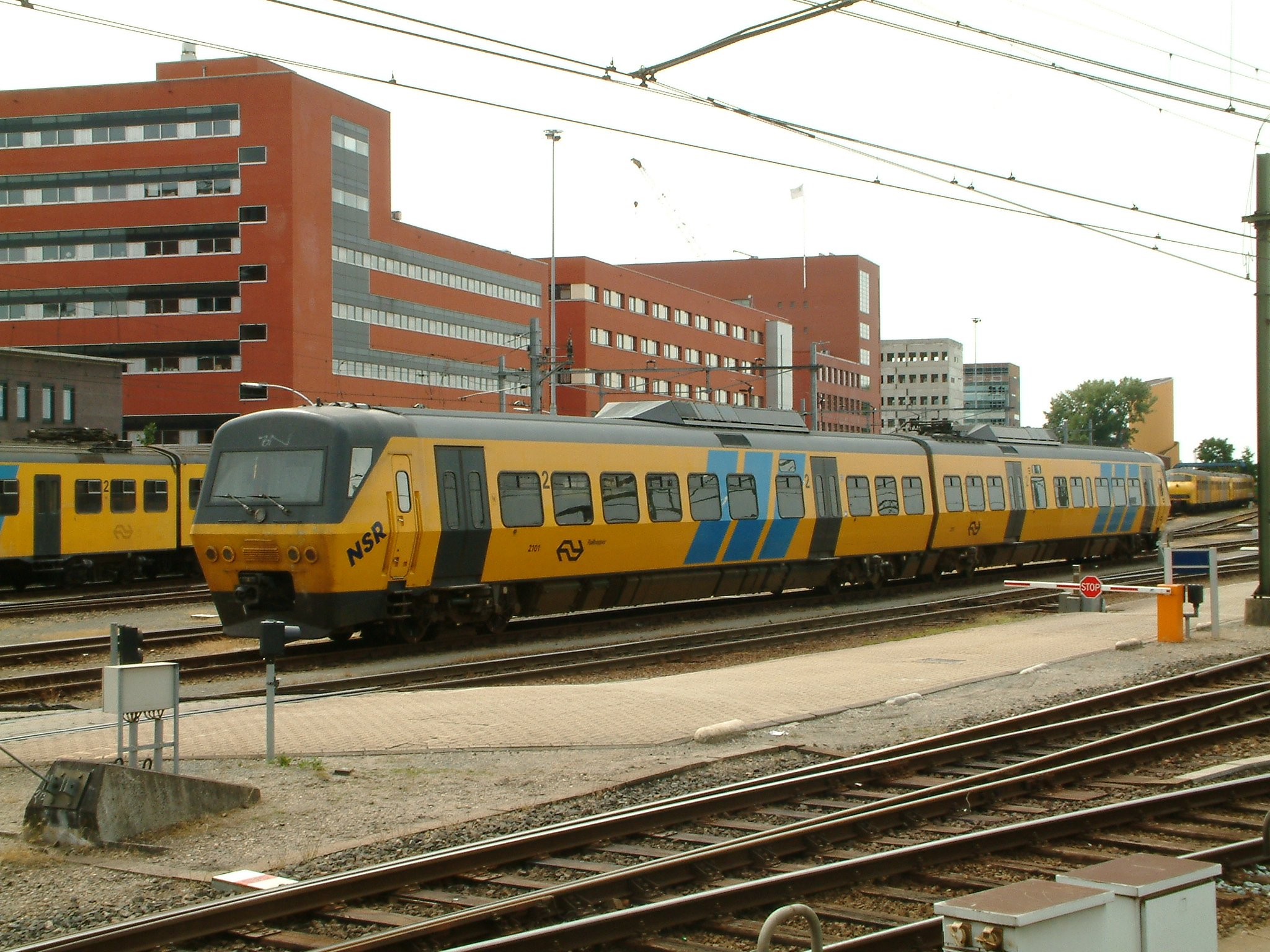
Railhopper te Zwolle
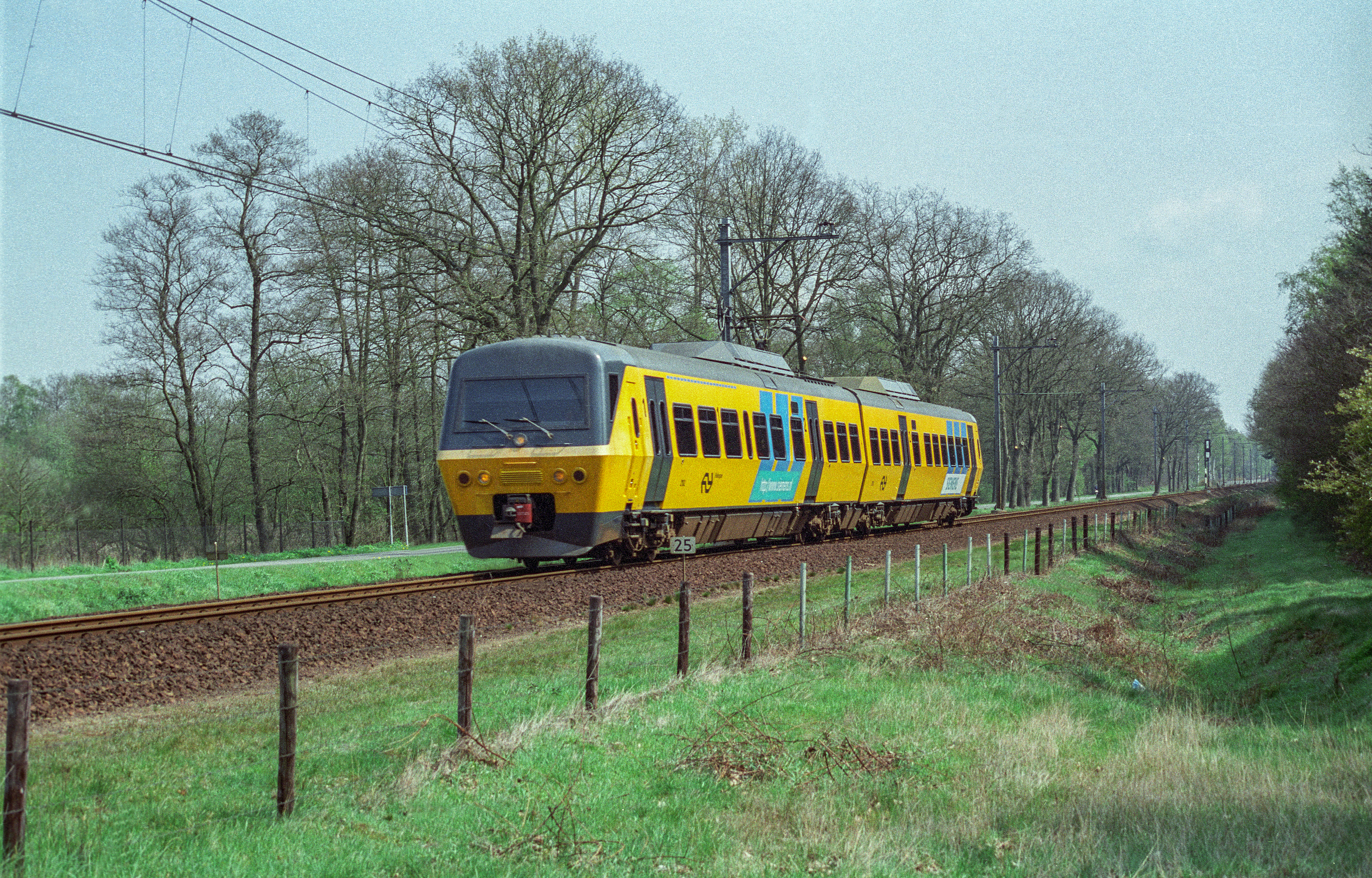
Onderweg tussen Zwolle en Emmen.
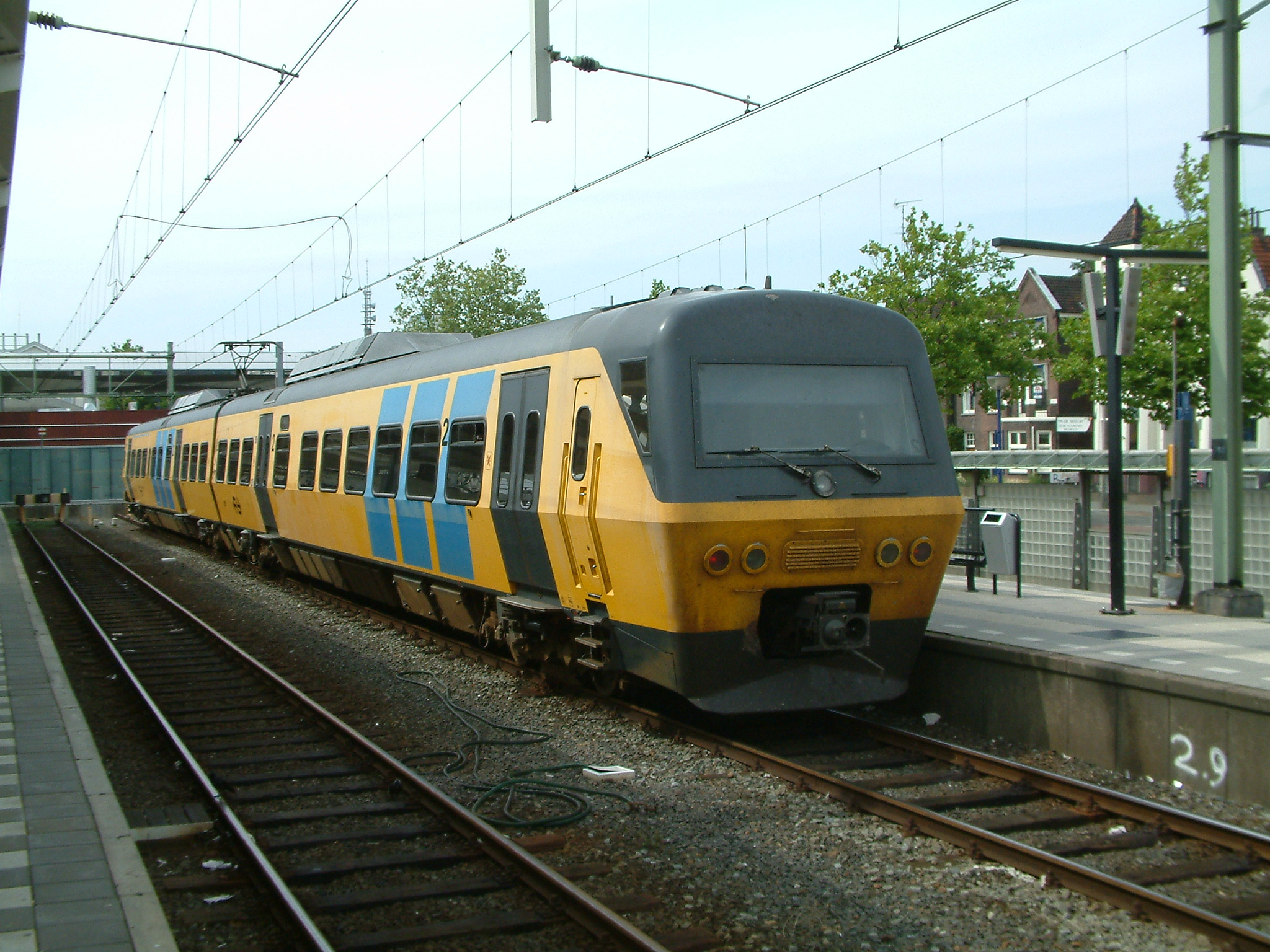
Railhopper op spoor 15 in Zwolle

## Problemen
Tijdens het ontwerpproces in 1988 werd de introductie van de OV-studentenkaart bekendgemaakt. Door de verwachte grote groei van het aantal reizigers was het noodzakelijk dat er snel nieuw materieel geleverd werd. Omdat het ontwerp voor de Railhopper zich nog op de tekentafel bevond, werd besloten tot aanschaf van een bekend concept: dubbeldeksrijtuigen met een locomotief serie 1700 in trek-duwformatie als DD-AR-materieel.
In de begintijd hadden de Railhoppers veel problemen met de software van het geavanceerde besturings- en diagnosesysteem. Eind 2001 werd SM '90 tijdelijk aan de kant gezet vanwege problemen met de elektrodynamische rem (ED-rem). De ED-rem werd in eerste instantie uitgeschakeld, maar de overgebleven schijfremmen raakten oververhit en veroorzaakten rookontwikkeling en kleine brandjes. Begin 2003 begon de lijm waarmee de wielen aan de as zijn bevestigd, los te laten. Om veiligheidsreden werden de Railhoppers tijdelijk aan de kant gezet. Een ander probleem was de roestvorming onder de vloeren van de cabines.
Eind jaren negentig had NS Reizigers een tekort aan zitplaatsen. Om dat tekort op te lossen, is destijds besloten alleen dubbeldeksmaterieel aan te schaffen. Een vervolgorder SM '90 werd niet geplaatst. In 2005 doorbrak NS reizigers dit besluit met de aankoop van nieuwe sprinters (SLT).

## Na 13 jaar buiten dienst
Van kleine, afwijkende treinstelseries zijn onderhoud en inzet relatief duur. Daarom heeft NS Reizigers met het einde van de dienstregeling 2005 de treinstellen SM '90 buiten dienst gesteld. De treindienst tussen Zwolle en Emmen werd sindsdien weer uitgevoerd met Mat '64.
Vervolgens zijn de treinstellen overgebracht naar Onnen en aldaar terzijde gesteld na slechts 13 jaar dienst. Het wachten was op een koper of eventueel sloop. In september 2006 werd treinstel 2109 overgebracht naar de Stopplaats De Vlasakkers bij Amersfoort, om als oefenobject te dienen voor hulpdiensten. Het treinstel werd op 18 oktober 2006 gebruikt voor een grote Militaire oefening op station Utrecht Centraal.
In januari 2007 zijn vier treinstellen vanuit Onnen naar Zwolle en Hasselt gebracht en daar gesloopt. De resterende vijf zijn in februari 2007 gerecycled. Alleen de instrumenten uit de cabine (met name de ATB-apparatuur) zijn verwijderd als reserveonderdelen voor andere treintypes. Eén kop is dankzij een verzamelaar gered en is geschonken aan het Nederlands Spoorwegmuseum. In 2021 is deze overgeplaatst naar Transit Oost om als simulator te gaan dienen.

## Overzicht van aflevering en afvoerdata
| Nummer | Aflevering        | Buiten dienst    | Afvoer           | Opmerking               |
| ------ | ----------------- | ---------------- | ---------------- | ----------------------- |
| 2101   | 20 januari 1993   | augustus 2005    | 15 februari 2007 |                         |
| 2102   | 16 maart 1993     | november 2005    | 16 januari 2007  |                         |
| 2103   | 27 april 1993     | 11 december 2005 | 16 januari 2007  |                         |
| 2104   | 27 mei 1993       | september 2005   | 16 februari 2007 |                         |
| 2105   | 28 juni 1993      | 11 december 2005 | 15 februari 2007 |                         |
| 2106   | 29 juli 1993      | december 2005    | 16 februari 2007 | Kop is bewaard gebleven |
| 2107   | 24 augustus 1993  | 11 december 2005 | 17 januari 2007  |                         |
| 2108   | 16 september 1993 | 2004             | 18 januari 2007  |                         |
| 2109   | 9 november 1993   | 11 december 2005 | 19 februari 2007 |                         |